# Trifluopérazine
La trifluopérazine (Terfluzine) est un antipsychotique de première génération de la classe des phénothiazines.